# Erik Larsson (konstnär)
Erik Ragnar Fritiof Larsson, född 3 februari 1921 i Överkalix socken i Norrbottens län, död 13 maj 1980 i Boden, var en svensk målare. 
Han var son till byggnadssnickaren Nils Erik Larsson och Jenny Sofia Magdalena Persson och från 1951 gift med Mary Sofia Vilhelmina Brandlöf. Larsson arbetade först som skogsarbetare innan han inledde sina konststudier vid Hildur Nordvall-Hallenborgs målarskola han tog dessutom privatlektioner för Akke Kumlien och bedrev självstudier under resor till Danmark och Frankrike. Han medverkade i en rad samlingsutställningar i Norrland och i grupputställningar med olika norrländska konstnärer. Hans konst består av realistiskt grovhuggna målningar och lyriska landskapsskildringar i olja eller tempera. Han signerade sina verk med Erik Ragnar.   